# Черешка
Чере́шка (болг. Черешка) — село в Кирджалійській області Болгарії. Входить до складу общини Джебел.

## Населення
За даними перепису населення 2011 року у селі проживали 19 осіб, з них 18 осіб (94,7%) — турки.
Розподіл населення за віком у 2011 році:
Динаміка населення: